# Canthium approximatum
Canthium approximatum är en måreväxtart som beskrevs av Pieter Willem Korthals. Canthium approximatum ingår i släktet Canthium och familjen måreväxter. Inga underarter finns listade i Catalogue of Life.